# Levroux (Levroux)
Levroux ist eine Ortschaft und eine ehemalige französische Gemeinde mit 2.727 Einwohnern (Stand: 1. Januar 2018) im Département Indre in der Region Centre-Val de Loire. Sie gehörte zum Arrondissement Châteauroux und zum Kanton Levroux.

## Geschichte
Auf einer Weihetafel wurde eine Inschrift für den römisch/keltischen Gott Mars Cososus gefunden (CIL XIII, 1353).
Der Name der Stadt kommt ursprünglich aus dem Lateinischen Leprosum. Im historischen Zentrum der Stadt befindet sich die ehemalige Benediktinerkirche Saint-Sylvain, die im 13. Jahrhundert errichtet wurde. Das Orgelgehäuse von 1502 gilt als das älteste in Frankreich. Das Kloster St. Sylvain in Levroux nahm bereits im 9. Jahrhundert nur Kranke mit Rotlauf auf.
Die Festungsanlagen wurden 1436 durch König Karl VII. genehmigt und umgeben die historische Altstadt. Die Ruinen der Burg der Herren von Levroux wird auf 990 datiert.
Levroux war im Mittelalter eine bekannte Pilgerraststätte am Jakobsweg nach Santiago de Compostela, es ist auch heute noch eine Station auf dem modernen Jakobsweg.

### Gemeindefusion
Mit Wirkung vom 1. Januar 2016 wurde die früheren Gemeinden Levroux und Saint-Martin-de-Lamps zur namensgleichen Commune nouvelle Levroux zusammengeschlossen und haben in der neuen Gemeinde den Status einer Commune déléguée. Der Verwaltungssitz befindet sich in Levroux.
Mit Wirkung vom 1. Januar 2019 wurde auch die Gemeinde Saint-Pierre-de-Lamps in die Commune nouvelle integriert und ist dort ebenfalls eine Commune déléguée.

## Sehenswürdigkeiten
- Burgruine von Levroux aus dem 15. Jahrhundert – Monument historique[4]
- Kirche Saint-Sylvain in Levroux aus dem 13. Jahrhundert – Monument historique[5]
- Das Kriegerdenkmal stellt einen sitzenden, nachdenklich auf den Boden schauenden einfachen Soldaten dar; es ist offensichtlich durch den „Penseur“ von Rodin inspiriert, sein Künstler war tatsächlich auch ein Schüler Rodins.
- Holzhaus Saint-Jacques in Levroux aus dem 16. Jahrhundert – Monument historique[6]
- Musée du Cuir et du Parchemin, privates Handwerksmuseum für Leder- und Pergamentverarbeitung. Die Einrichtung in privater Trägerschaft wurde 1982 gegründet.[7]

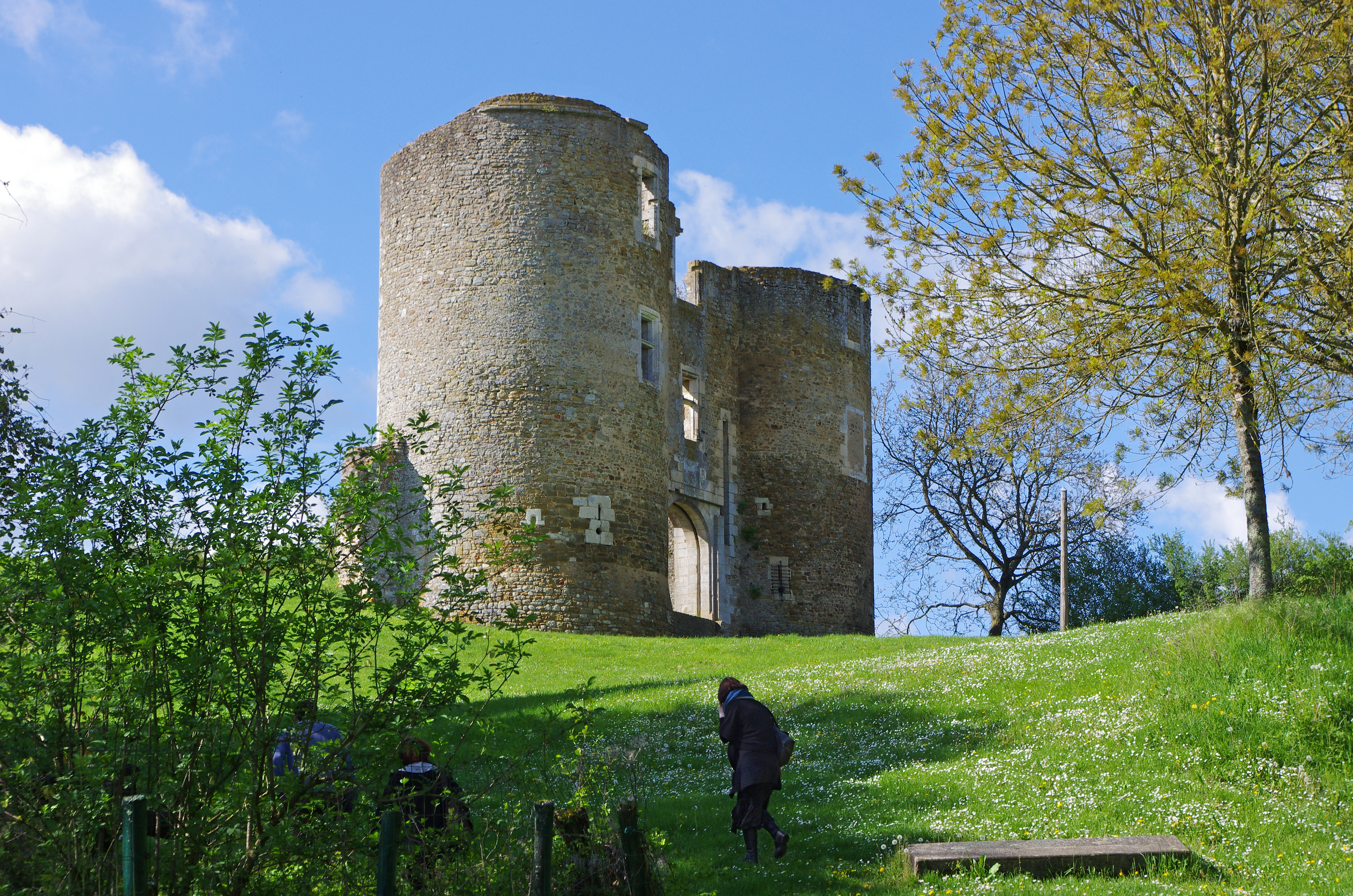
Burgruine
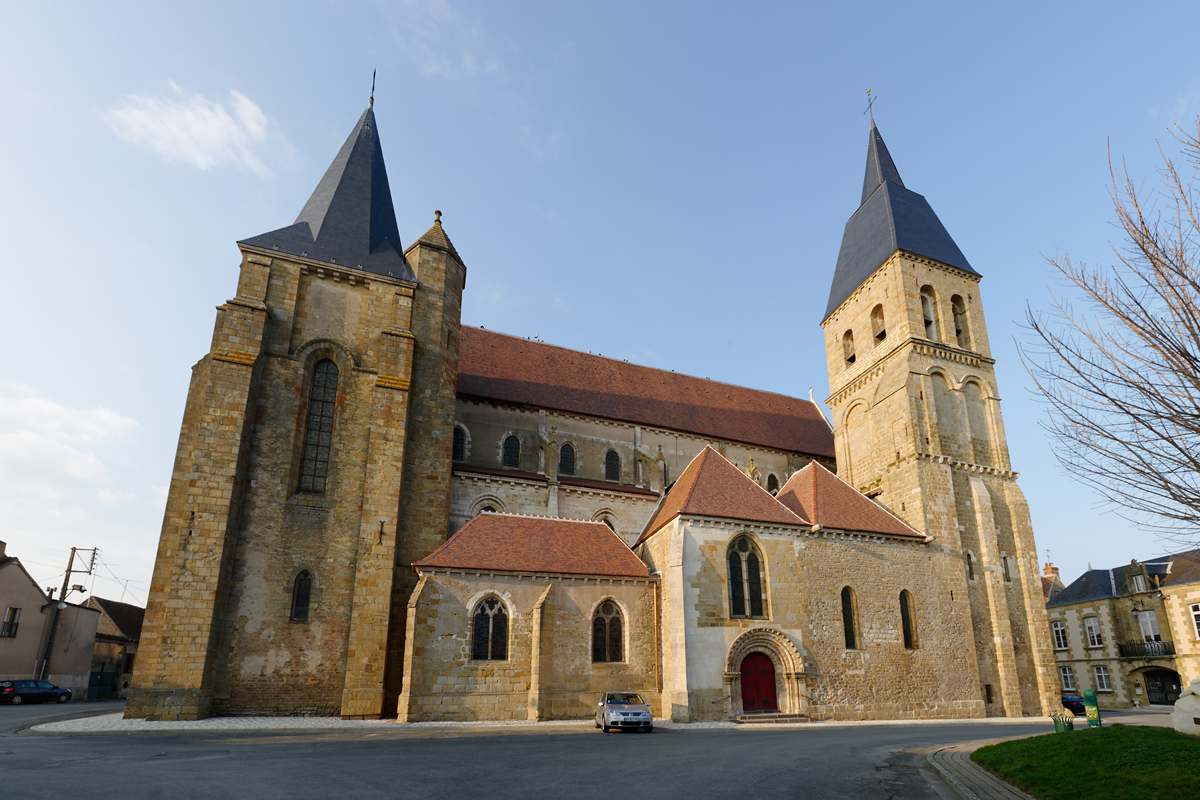
Kirche Saint-Sylvain
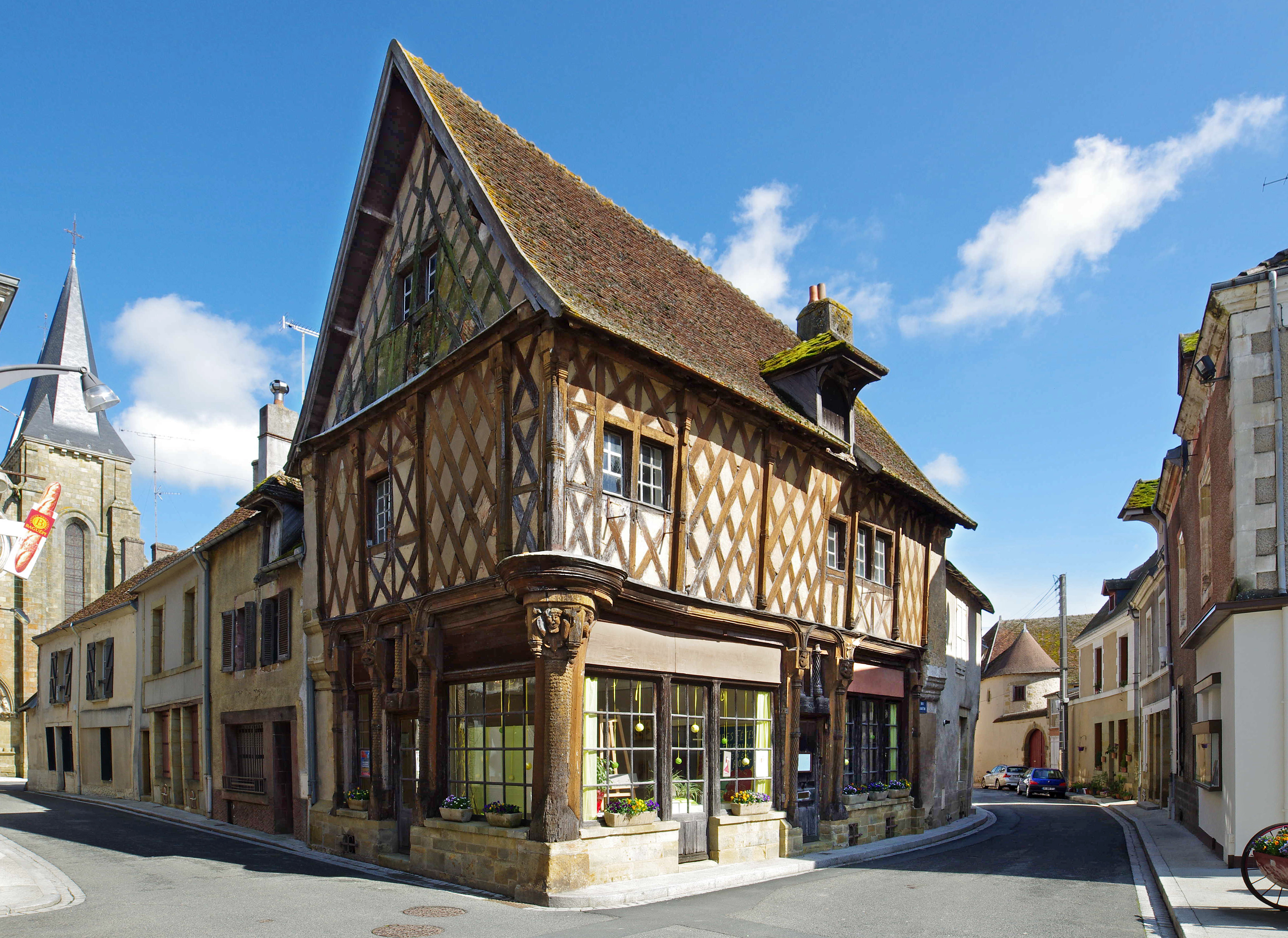
Holzhaus Saint-Jacques

## Persönlichkeiten
- Jacques Léon Gigot-Suard (1826–?), Mediziner
- Fernand Michaud (* 1929), Fotograf
- Christine Boutin (* 1944), Politikerin (UMP), Ministerin für Wohnungs- und Städtebau 2007 bis 2009
- François-Xavier Dumortier SJ (* 1948), Theologe, Rektor des Centre Sèvres 1997 bis 2003, Provinzial der Gesellschaft Jesu in Frankreich